# J.G.U.D.Z.S. – Jung genug um drauf zu scheissen
J.G.U.D.Z.S. – Jung genug um drauf zu scheissen ist das vierte Soloalbum des deutschen Rappers Kay One. Es wurde am 19. Juni 2015 als Standard- und Limited-Amazon-Edition, inklusive Instrumentals, Poster und Textbuch, veröffentlicht.

## Produktion
Der Großteil des Albums wurde von dem Musikproduzent Amaterasu produziert. Einige Beats stammen von den Produzenten Swamijee und Phlack. Außerdem waren Kay One selbst sowie Philippe Heithier an einzelnen Produktionen beteiligt.

## Covergestaltung
Das Albumcover ist in Schwarz-weiß gehalten. Es zeigt Kay Ones Kopf, der eine Sonnenbrille trägt. Am unteren Bildrand steht der Titel J•G•U•D•Z•S Jung Genug Um Drauf Zu Scheissen in Schwarz. Oben im Bild befindet sich in großen roten Buchstaben der Schriftzug Kay One.

## Gastbeiträge
Auf acht Liedern des Albums sind neben Kay One andere Künstler zu hören. So ist Ride Till I Die eine Zusammenarbeit mit dem US-amerikanischen Rapper DMX und KNS Tha Engineer. Auf AMG hat der deutsche Rapper Al-Gear einen Gastbeitrag, während Xavier Naidoo beim Song Leb dieses Leben den Refrain singt. Je einen Gastauftritt haben der Rapper Micel O. auf S 63 sowie der Sänger Nizar in Wieder Back. Außerdem sind die Sänger Dante Thomas (What Happened Last Night) und Philippe Heithier (Nur ein Traum und Ikarus) auf dem Album vertreten.

## Titelliste
| #       | Titel                         | Gastmusiker              | Länge |
| ------- | ----------------------------- | ------------------------ | ----- |
| 1       | Intro                         |                          | 1:29  |
| 2       | Asozial 4 Life                |                          | 2:49  |
| 3       | Borderline                    |                          | 3:36  |
| 4       | Kokain Cowboy                 |                          | 3:15  |
| 5       | F!ck die Reporter             |                          | 3:25  |
| 6       | Ride Till I Die               | DMX und KNS Tha Engineer | 3:37  |
| 7       | S 63                          | Micel O.                 | 3:19  |
| 8       | AMG                           | Al-Gear                  | 3:46  |
| 9       | Belvedere                     |                          | 2:53  |
| 10      | What Happened Last Night      | Dante Thomas             | 3:54  |
| 11      | I Don’t Give a Fuck           |                          | 3:30  |
| 12 (*)  | Dribbeln                      |                          | 2:39  |
| 13      | Von Montag bis Freitag        |                          | 3:08  |
| 14      | Leb dieses Leben              | Xavier Naidoo            | 4:05  |
| 15      | RMDB                          |                          | 3:57  |
| 16      | Während du zur Uni rennst     |                          | 3:02  |
| 17      | Ich benehm’ mich wie ich will |                          | 2:51  |
| 18      | Nur ein Traum                 | Philippe Heithier        | 3:29  |
| 19 (**) | Dollar Dollar                 |                          | 3:44  |
| 20      | Wieder Back                   | Nizar                    | 2:40  |
| 21      | Ikarus                        | Philippe Heithier        | 3:23  |

(*) Das Lied Dribbeln ist nur auf der Download-Edition von Amazon enthalten.

(**) Der Song Dollar Dollar ist nur auf der iTunes-Edition enthalten.

## Chartplatzierungen und Singles
J.G.U.D.Z.S. – Jung genug um drauf zu scheissen stieg am 26. Juni 2015 auf Platz 4 in die deutschen Albumcharts ein und belegte in den folgenden Wochen die Ränge 17 und 28. Insgesamt hielt sich der Tonträger sieben Wochen in den deutschen Top 100. In Österreich belegte das Album Position 2, während es in der Schweiz die Chartspitze erreichte.
Als Singles wurden bereits am 24. April 2015 die Lieder AMG (DE #54, 1 Wo.) und Borderline veröffentlicht. Am 22. Mai 2015 folgte mit Asozial 4 Life die dritte Auskopplung. Neben Musikvideos zu den Singles erschienen Videos zu den Songs Ride Till I Die und What Happened Last Night.

## Rezeption
| Professionelle Bewertungen | Professionelle Bewertungen |
| -------------------------- | -------------------------- |
| Kritiken                   |                            |
| Quelle                     | Bewertung                  |
| laut.de                    | [ 4 ]                      |

Das Album erhielt überwiegend negative Kritiken.
- Die Internetseite laut.de gab dem Album mit einem von möglichen fünf Punkten die niedrigste Wertung und kritisierte Produktion, Refrains und Gastbeiträge:

„Dass die "asoziale Version von Dieter Bohlen" mit Worten und Reimstrukturen umzugehen weiß, ist […] natürlich nichts Neues. Dumm nur, wenn Produktionen und Hooks derart kranken wie auf "J.G.U.D.Z.S.". […] Der völlig drucklose, kaum zeitgemäße und oft nervenzehrende Synthie-Plastikmüll, den die ersten Tracks auffahren, gipfelt schon in "Kokain Cowboy". […] Bevor der Hauptdarsteller, der sich teilweise anhört, als hätte er seine Parts im Hamsterrad aufgenommen, vor lauter heiserer Hektik tatsächlich ein Sauerstoffzelt benötigt, fährt er die groß angepriesene Härte aber einfach wieder auf Null herunter. "What Happend Last Night" klingt […] wie eine Mischung aus "Can’t Hold Us" und Kays nächstem RTL II-Format. […] Mit seinem Refrain, der glatt als Merci-Jingle durchgehen könnte, verpasst Xavier Naidoo der ohnehin furchtbar klischeegetränkten Piano-Ballade "Leb Dieses Leben" den kompletten Knock-Out, der sich mit der zweiten Albumhälfte schon längst anbahnte. […] Ein talentierter Rapper bleibt Kay One natürlich trotzdem. Dass er sein Können abermals schlechtem Beatpicking, teils hochgradig peinlichen Texten und grausigen Features opfert, versteht wohl nur er selbst.“

- Auf rap.de werden ebenfalls die Produktion des Albums sowie die mitunter widersprüchlichen Liedinhalte kritisiert:

„Der Typ versteht sein Handwerk nach wie vor. Kay kann einfach rappen und packt von Anfang an die volle Breitseite an Flowtechniken und Zweckreim-freien Rhymepattern aus. […] Die Instrumentalisierung an sich allerdings wirkt zuweilen sehr überladen und synthetisch, wodurch die Songs sich, gepaart mit Kays hektischem Flow, sehr anstrengend gestalten. Mit den Synthie-Gitarren, die wohl so etwas wie ein Markenzeichen darstellen sollen, hat man leider auch nicht gespart. […] Die Inhalte klingen unmotiviert und wiederholen sich stetig – sogar die Motive, die stellvertretend für den heiß geliebten Lebensstil stehen. Es schleichen sich aber auch andere Songs ein: ‚Von Montag bis Freitag‘ ist ein Versuch, die Schattenseiten des Lifestyles zu reflektieren. Das geschieht allerdings mit unverschämt plakativer Leiden-am-Erfolg Attitüde, die dann letztlich doch darin mündet, dass Kay zufrieden damit ist, wie es ist. All das geschieht aber so oberflächlich, dass es eher inkonsequent als reflektiert ist. […] Wenn darauf ‚Leb dieses Leben‘ mit Xavier Naidoo folgt, der predigt ‚zeig deinen Respekt, verneig’ dich tief‘, was den arroganten, respektlosen und materialistischen Inhalten der ersten Albumhälfte vollkommen inkonsequent widerspricht, dann wird es scheinheilig. Der ganze Song ist derart cheesy und unglaubwürdig, dass der gesamten Stringenz des ‚alten, asozialen Kay‘, der im Vorfeld angepriesen wurde, der Wind aus den Segeln genommen wird.“

- Das Magazin MZEE kritisierte das Album für dessen oberflächliche Inhalte und Produktionen:

„Beeindruckende Reimketten liefert der Rapper ebenso wie lupenreine Doubletimepassagen. Doch diese werden auf dem vierten Album des Ravensburgers schnell zum angenehmen Beiwerk eines sonst in allen Belangen schwächelnden Projekts. Inhaltlich hat die Platte, obwohl mit 19 Tracks vollgepackt bis oben hin, extrem wenig zu bieten. Die frechen Seitenhiebe gegen Ex-Mentor Bushido und Co. sorgen hier noch für die größte Unterhaltung. Ansonsten bewegt sich Kay zwischen schnöden Punchline-Tracks ohne große Überraschungen und anbiedernden Pop-Versuchen, die wohl explizit an seine RTL2-Hörerschaft gerichtet sind. Passend dazu wurde tief in der Plastikbeat-Kiste gekramt und möglichst unorganische Synthie-Schmonzetten an Land gezogen. Den Höhepunkt findet diese Herangehensweise auf "What happened last night" – einem erzwungenen Mainstream-Song par excellence. Beat und Struktur ganz eindeutig von Macklemores "Can’t Hold Us" abgekupfert, bietet dieser Track mit simpelsten Party-Lyrics und einem stumpfen "Oh, oh, oh"-Chorus den Soundtrack für die anspruchslose Dorfdisco. Ernstzunehmende Rapmusik sieht definitiv anders aus.“